# Астафьевский
Аста́фьевский — посёлок в Нагайбакском районе Челябинской области России. Входит в Куликовское сельское поселение.

## География
Расположен на берегу реки Кызыл-Чилик. Ближайший населённый пункт — рабочий посёлок Южный.

## Население
| 2002 | 2010 |
| ---- | ---- |
| 341  | ↘253 |

По данным Всероссийской переписи, в 2010 году численность населения посёлка составляла 253 человека (111 мужчин и 142 женщины).

## Улицы
Уличная сеть посёлка состоит из 5 улиц и 4 переулка.